# 曹國珍
曹国珍，字彦辅，唐朝末年至五代十国后唐、后晋官员，幽州固安人。
曾祖曹蔼，祖父曹蟾，父亲曹绚，世代儒士。曹国珍年少时燕蓟乱离，于是落发为僧，客居河西延州，高万兴兄弟好文，征辟为从事。曹国珍常以文章自许，求到礼部贡举，掌管奏章，一年后，入朝为左拾遗，官至尚书郎。每与人交往不吝啬。但性情刚僻，经艺史学，非其所长，喜欢自我炫耀，多次上章疏，文字差误往往不少，被人讥讽。石敬瑭即位前和他交往，事之为兄。石敬瑭即位，曹国珍自比于严子陵，上表叙旧，于是自吏部郎中拜左谏议大夫、給事中。曹国珍与御史中丞王易简率三院御史到阁门，连疏弹劾張彥澤，没有结果。又求为御史中丞，宰相不为他申请，曹国珍就记恨他们。李崧母亲去世，派遣诸弟护丧归葬深州，李崧起复，于是出北郊路旁设奠，公卿大夫都送丧而出，曹国珍坚持不去，众人都赞许他的耿直。石敬瑭晏驾，朝廷以宰相馮道为山陵使，灵车出发后，曹国珍上疏言道：“冯道既为山陵使，不得再入都城，请让他外任，以桑维翰入辅。李崧请罢相位，让他遵守丧制。”晋出帝看到奏章，因为他说的话超越职权，于是贬为陕州行军司马。至任闷闷不乐，得病去世。